# عبد الله علي سلطان
عبد الله علي سلطان (مواليد 1 أكتوبر 1963) هو لاعب كرة قدم لعب مع نادي الخليج الإماراتي . يلعب مع منتخب الإمارات العربية المتحدة لكرة القدم. سبق له أن لعب في كأس العالم لكرة القدم مع منتخب بلاده.

## روابط خارجية
- عبد الله علي سلطان على موقع الاتحاد الدولي (مؤرشف)  (الإنجليزية)
- عبد الله علي سلطان على موقع قاعدة بيانات كرة القدم.إي يو (الإنجليزية)
- عبد الله علي سلطان على موقع ناشيونال فوتبول تيمز (الإنجليزية)
- عبد الله علي سلطان على موقع عالم كرة القدم.نت (الإنجليزية)